# Grad (Grad, Slovenija)
Grad (nekada Gornja Lendava, mađarski: Felsőlendva, prekomurski: Gorenja Lendava) je naselje i središte istoimene općine u sjevernoj Sloveniji. Grad se nalaze u sjevernome dijelu pokrajine Prekmurje u blizini granice s Austrijom i Mađarskom.

## Stanovištvo
Prema popisu stanovništva iz 2002. godine Grad je imao 686 stanovnika.

## Vanjske poveznice
- Satelitska snimka naselja, plan naselja  Arhivirana inačica izvorne stranice od 29. srpnja 2017. (Wayback Machine)